# Contrepartie optique
En astronomie, on parle de contrepartie optique lorsqu'un objet a été découvert premièrement dans le domaine des rayons X, rayons gamma, ou dans le domaine radio. Le terme est particulièrement utilisé dans le domaine des sursauts de rayons gamma qui sont des flashs très courts de photons très énergétiques. Ces sursauts sont détectés par des satellites X et gamma, avant d'être observés quelques heures plus tard en optique et infrarouge, puis de s'éteindre.